# Киршенбаум, Фаина
Фаина Киршенбаум (ивр. פאינה קירשנבאום‎, род. 27 ноября 1955, Львов) — израильский политик, бывший Генеральный секретарь партии «Наш дом — Израиль» («НДИ»), депутат Кнессета 18-го (2009) и 19-го (2013) созывов, в течение которых была заместителем министра внутренних дел. Была осуждена за коррупцию по «Делу НДИ» и приговорена к 10 годам лишения свободы и штрафу; позднее срок заключения был сокращён до 7,5 лет.

## Биография
Фаина родилась 27 ноября 1955 года во Львове. Мать — медсестра-акушерка, отец — инженер обувного производства.
В 1973 году репатриировалась в Израиль и поселилась в Тель-Авиве. 

### Образование
В 1975 году окончила школу медсестер при больнице «Бейлинсон» в Петах-Тикве
Высшее образование Фаина Киршенбаум получила в британском университете Thames Valley University (TVU — израильский филиал), а вторую академическую степень (магистра) (Бизнес-администрирование) в британском университете Derby. После этого получила диплом об окончании курса по подготовке членов совета директоров (Университет Бар-Илан)

### Трудовая и общественная деятельность
После окончания учёбы в школе для медсестёр Фаина до 1988 года работала старшей медсестрой в больничной кассе «Леумит».
В 1981 году семья Киршенбаум переехала в новый посёлок Нили, фактически став одним из его создателей. Там она занималась общественной и культурной жизнью населённого пункта.
Фаина Киршенбаум рассказывает о себе:
Мне хотелось внести свою лепту в построение государства. Тогда как раз началось поселенческое движение, и мы с мужем решили его поддержать — в 1981 году переехали в поселение Нили, возле Модиина. По сути, мы были одними из основателей Нили. Там-то и пригодились мои организаторские способности, и мне удалось себя проявить. Работы было очень много, самой разной — строительство домов и общественных центров, налаживание инфраструктуры. Хотелось построить другую жизнь, отличную от быта городов, где все живут в своих квартирках и не общаются с соседями. А тут, в маленьком населенном пункте, где все на виду и все делается сообща, можно было жить иначе. С самого начала я занималась общественной и культурной жизнью, организовывала кружки, спектакли — естественно, на общественных началах, продолжая при этом работать в больнице.
В 1988 году её избирают секретарем поселка Нили. В 1993 году Фаина Киршенбаум стала в своем поселении заместителем директора Дома культуры, а в 1998 году её перевели в региональный совет. Там она отвечала за особые проекты: строительство новых поселений (Кфар-Ораним) развитие уже существующих. Параллельно разрабатывала проекты местных законов, заключала договоры на страхование рабочих, застраивавших поселения Мате Биньямин, была ответственной за развитие сельского хозяйства и туризма.

### Политическая карьера

#### Начало
После варварского теракта, устроенного палестинцем, на дискотеке в «Дельфинариуме», Фаина Киршенбаум образовала Ассоциацию поддержки пострадавших детей. После этого, в 2003 году глава партии НДИ Авигдор Либерман пригласил Фаину участвовать в организации предвыборной кампании партии. Фаина стала руководителем предвыборного штаба партии «Наш дом — Израиль», баллотировавшейся с блоком Ихуд Леуми (рус. «Национальное единство»), а после выборов была назначена генеральным директором «НДИ»

#### Работа в Кнессете
На выборах 2009 года Фаина Киршенбаум десятым номером по списку партии «Наш дом — Израиль» прошла в Кнессет 18-го созыва и стала депутатом.
- 13 ноября 2011 года Фаина инициировала закон, ограничивающий зарубежное финансирование антиизраильских организаций, действующих на территории страны[6]. Закон был утверждён государственной комиссией, но дальше этой комиссии не был продвинут[7].

- Кроме парламентской работы, Фаины также занималась общественной деятельностью

С августа 2009 года Фаина Киршенбаум возглавляла межпарламентские ассоциации дружбы с Белоруссией и Казахстаном.
- Так же была заместителем председателя израильского отделения Всемирного еврейского конгресса и была членом дирекции «Дома еврейской диаспоры»[3]

Фаина Киршенбаум занималась борьбой с наркоманией, работая с Управлением по борьбе с наркоманией и алкоголизмом. 
6 декабря 2013 года Фаина участвовала в Международной научно-практической конференции по профилактике наркомании
Было налажено сотрудничество с Россиией по этой теме. Фаина, находясь в Москве дала два интервью радиостанции Эхо Москвы, в одном из которых так же поднималась эта проблема.

##### Интервью
- Сотрудничество России и Израиля в сфере борьбы с наркоманией[10].
- Фаина Киршенбаум - Без дураков - 2013-09-14[11].

### Деятельность в комиссиях
- Кнессет 18
  - Председатель подкомиссии по безопасности
  - Член финансовой комиссии
  - Член комиссии по внутренним делам и защите окружающей среды
  - Член подкомиссии по вопросам внутренней безопасности

### Другие должности
- Кнессет 18
  - Член лобби в пользу местных властей
  - Член лобби в кнессете для продвижения контактов с христианскими общинами в мире.

### Коррупционный скандал — дело «242»
Экономический отдел прокуратуры 8 августа 2017 года подал в окружной суд Тель-Авива обвинительные заключения против 10 фигурантов по «делу 242», которое также известно как «дело НДИ». В числе обвиняемых была также Фаина Киршенбаум.
7 сентября 2017 года начался суд над ней. Ей инкриминировались многочисленные преступления коррупционного характера, в частности получение взяток в особо крупных размерах, мошенничество, отмывание капиталов. Вместе с обвинительным заключением прокуратура подала в суд ходатайство о конфискации имущества Фаины Киршенбаум на общую сумму 5,7 миллиона шекелей.
23 октября 2017 года по так называемому делу 242, был вынесен первый приговор. Бывший казначей регионального совета Мате-Биньямин Эфи Пелес признан виновным, но в результате судебной сделки был обвинён в обмане общественного доверия, приговорен к 6 месяцам тюремного заключения, которые были заменены ему на общественные работы, штрафу в размере 57.000 шекелей, а также, опять таки в результате судебной сделки, дал показание против Фаины Киршенбаум.
25 марта 2021 года Фаина Киршенбаум была признана виновной во взяточничестве, обмане общественного доверия, отмывании денег и в налоговых правонарушениях.
15 декабря 2021 года она начала отбывать наказание в женской тюрьме «Неве-Тирца», расположенной в городе Рамле.
14 июля 2021 окружной суд города Тель Авив вынес приговор по делу госпожи Киршенбаум — 10 лет лишения свободы. 
24 августа 2022 года Высший Суд Справедливости сократил срок заключения до 7,5 лет и штраф 500000 шекелей.
В декабре 2022 года прокуратура Израиля подала гражданский иск против Фаины Киршенбаум и Рами Коэна, бывшего генерального директора Министерства сельского хозяйства и развития сельских районов. Сумма иска — более 6 миллионов шекелей. Сумма в иске поделена следующим образом: 5 миллионов и 94 тысячи шекелей требуют от Киршенбаум, 1 миллион — от Коэна.
29 декабря 2022 года Фаина обратилась с апелляцией на запрет управления тюрем позволить ей встретиться со своей матерью, но ей было отказано
13 июня 2024 года Фаина обратилась к президенту Израиля Ицхаку Герцогу с просьбой о помиловании. Просьба была предана в министерство юстиции. Министр юстиции Ярив Левин, присоединился к мнению министерства юстиции, которое рекомендовало отклонить просьбу Киршенбаум

## Личная жизнь
Замужем. Супруг — Михаил, военнослужащий на контракте в военно-воздушных силах ЦАХАЛ.
Старшая дочь, Ронит, экономист в компании ТАШАН («Инфраструктуры, нефть и энергия»).
Младшая дочь, Мейталь, заканчивает учёбу по специализации «Система образования для трудных подростков». Младший сын, Тамир.